# Kumar (musicien)
Pour les articles homonymes, voir Kumar.
 (juillet 2012).
Kumar est un musicien cubain né en 1984 à La Havane. Reconnu dans le monde du hip-hop cubain, il décroche un rôle d’acteur dans le film Habana Blues du réalisateur Benito Zambrano : sa chanson No se Vuelve Atras figure dans la bande originale du film.

## Biographie
Kumar commence sa carrière en 1998 sous le pseudonyme de El Minor, en participant à un collectif nommé Duros Como el Acero.
Il devient également membre du groupe Familias Cuba Represente et se joint à la réalisation de plusieurs albums et compilations. Cette expérience renforce son désir de faire de la musique son métier. En 2003, il produit son premier album-démo sous le nom de Kumar. 
Très proche d’autres artistes cubains de sa génération, Kumar a participé au Havana Cultura Tour à Ibiza durant l’été 2008 en compagnie de la chanteuse de R&B Diana Fuentes et du DJ Erick Gonzalez.
Kumar fait aujourd’hui partie du collectif Interactivo aux côtés de célèbres artistes cubains de la nouvelle scène fusion tels que Yusa, Telmary Diaz, William Vivanco et le producteur Roberto Carcassés. 

## Représentations et productions
En 2004, Kumar enregistre avec Telmary Diaz et le groupe Qvalibre la chanson No Se Vuelve Atras. Cette dernière fait partie de la bande originale du film Habana Blues dans lequel Kumar joue lui-même un petit rôle.
Kumar enregistre la chanson Rompe Cadenas en avril 2005- dans les très réputés studios Abdala - avec le groupe espagnol Ojos de Brujo, Roberto Carcassés (piano) et Yusa (basse).
En 2009, Kumar fait appel à un label indépendant nommé Diquela Records/Universal pour enregistrer son premier album Película de Barrio, auquel se joignent d’autres artistes comme le groupe espagnol Ojos de Brujo. 

## Récompenses
- 2004 : Nomination aux Prix Lucas (Clip vidéo cubain) pour la chanson Ves.
- 2006 : “Meilleure Demo de Rap / Hip-hop” et “Prix du public” aux Prix Cuerda Viva.